# Great Wymondley
Great Wymondley – wieś w Anglii, w hrabstwie Hertfordshire. Leży 19 km na północny zachód od miasta Hertford i 48 km na północ od centrum Londynu.